# Ferrovie Nishikigawa
La Ferrovie Nishikigawa (錦川鉄道?, Nishikigawa Tetsudō) è una compagnia ferroviaria giapponese con sede nella città di Iwakuni, prefettura di Yamaguchi.

## Storia
L'azienda è stata fondata su1 aprile 1987, il 25 luglio la linea Nishikigawa Seiryū viene trasferita alla Ferrovie Nishikigawa dalla JR West.

## Linee ferroviarie
L'azienda gestisce una sola linea ferroviaria.
- Linea Nishikigawa Seiryū (錦川清流線?): Kawanishi - Nishikicho (32,7 km, 13 stazioni)

## Materiale rotabile
L'azienda dispone di 4 automotrici della serie NT3000.

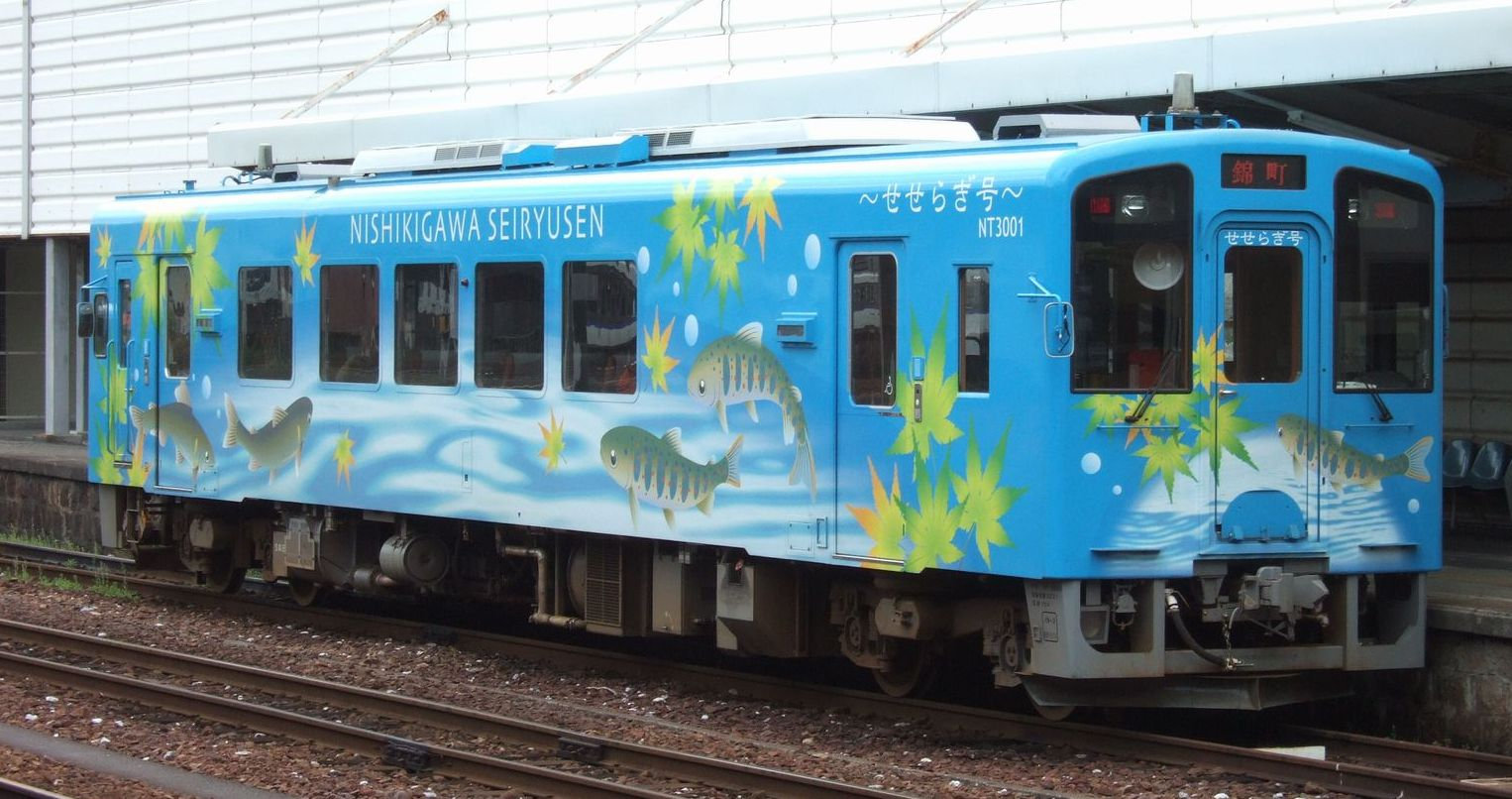
NT3001 Seseragi
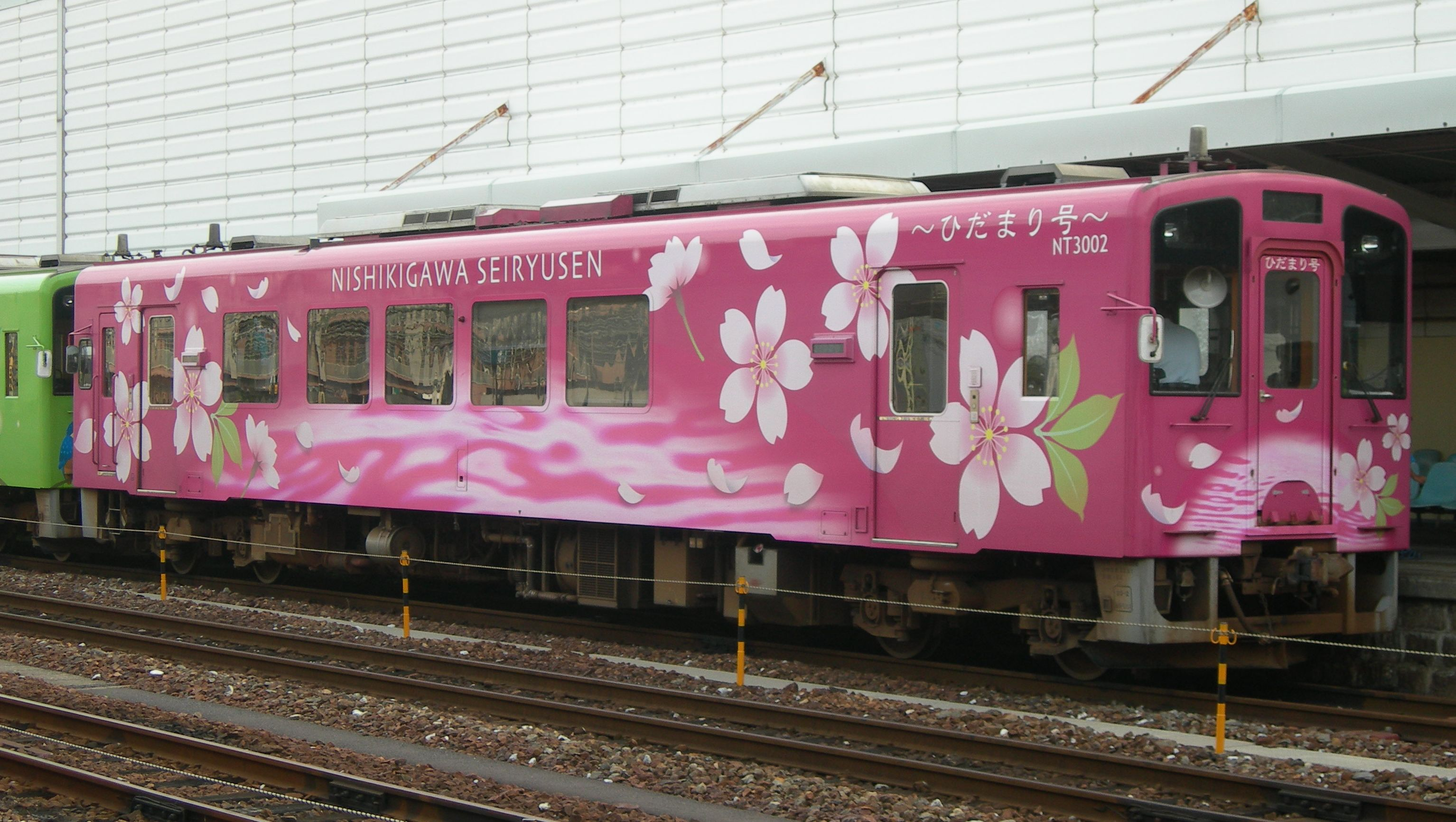
NT3002 Hidamari
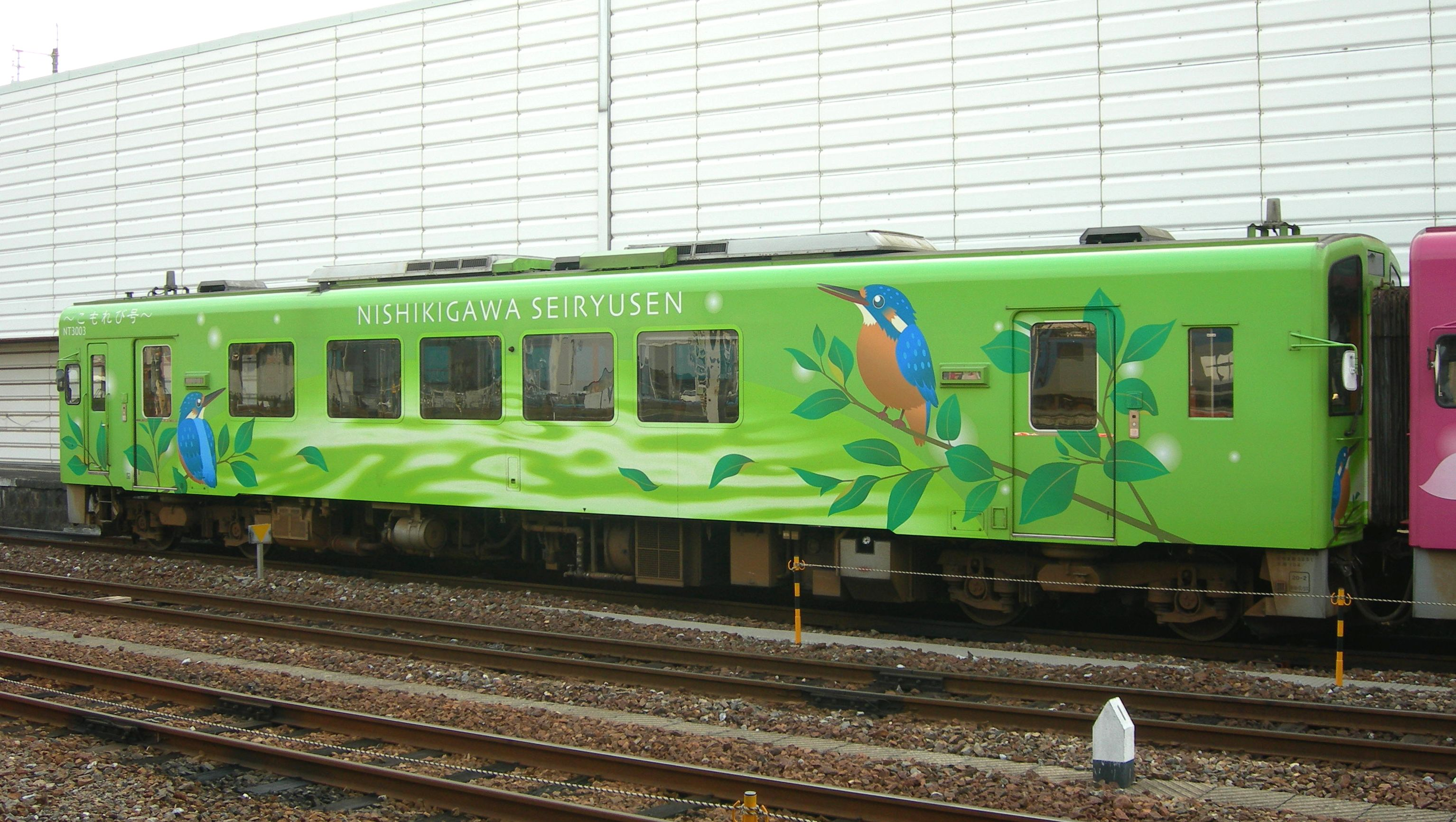
NT3003 Komorebi-gō
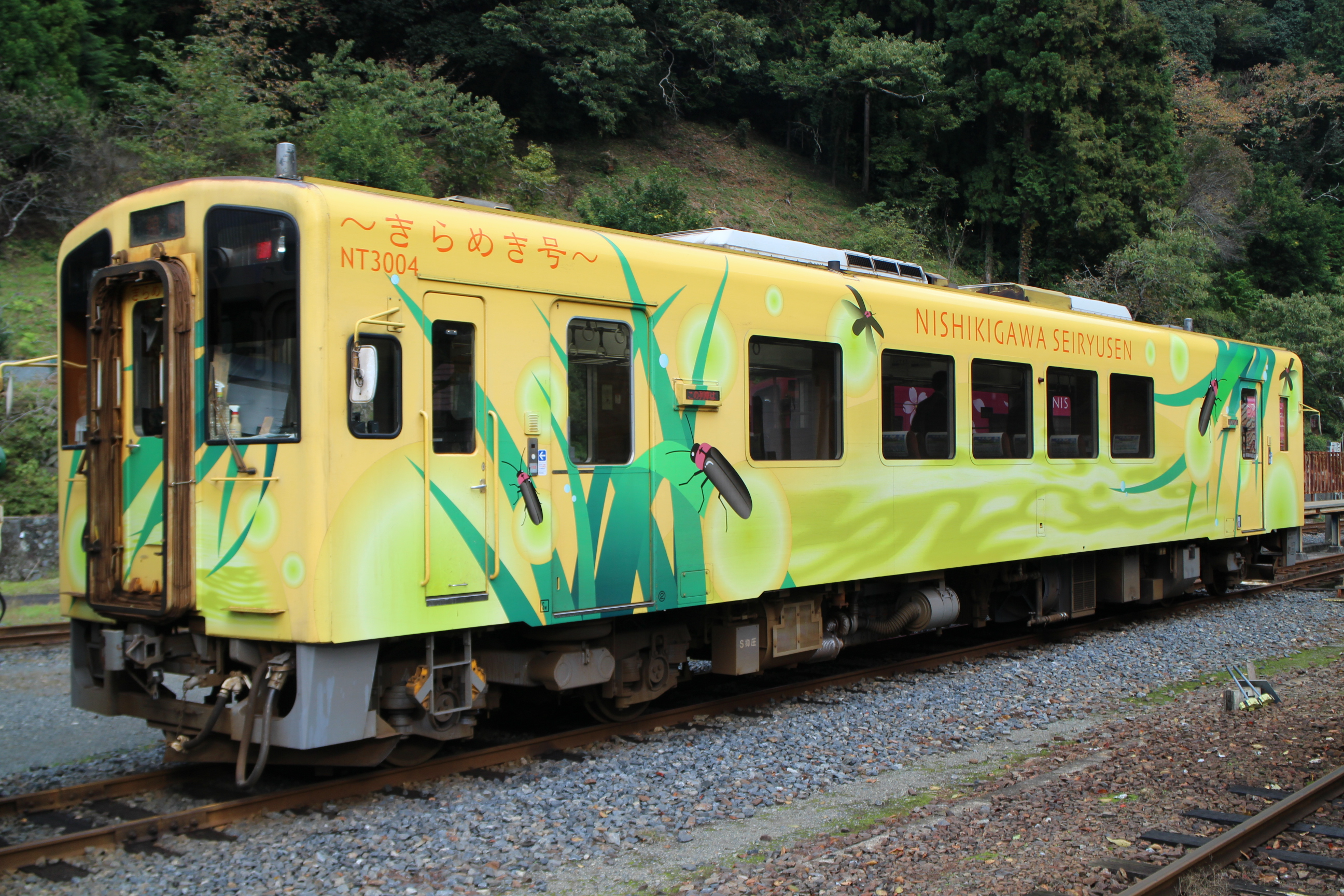
NT3004 Kirameki-gō